# Waldburg (Bade-Wurtemberg)
Pour les articles homonymes, voir Waldburg.
Waldburg est une commune de Bade-Wurtemberg (Allemagne), située dans l'arrondissement de Ravensbourg, dans la région Bodensee-Oberschwaben, dans le district de Tübingen. C'est l'ancienne capitale du comté de Waldbourg. Sa population est de 3.076 habitants (31/12/2007).
Son château, situé au sommet d'une colline, date du XIIe siècle.

## Jumelage
- Waldburg (Autriche) depuis 1995